# Motorkoordination
Motorkoordination er kombinationen af kropsbevægelser skabt med kinematiske (såsom spatial retning), og kinetiske (kræft) parameter der resulterer i bevidste motoriske færdigheder. Motorkoordination opnås når på hinanden følgende dele af samme bevægelse, eller bevægelse af flere lemmer eller kropsdele kombineres på en måde der er veltimet, flydende og effektiv med henblik på den ønskede mål. Dette involverer integrationen af proprioceptiv information der fortæller om positionen og bevægelsen af det muskuloskeletale system med neurale processer i hjernen og rygmarven der kontrollerer, planlægger og videresender motorkommandoer. Cerebellum spiller en kritisk rolle i denne neurale kontrol af bevægelse, og skader på denne del af hjernen eller dens forbindende strukturer og signalveje resultere i svækkelse af koordination, også kendt som ataksi.